# Imigração norueguesa no Brasil
A imigração norueguesa no Brasil se iniciou no fim do século XIX, assim como várias imigrações europeias. Em Curitiba, temos o Museu Alfedo Andersen, e, não longe dali, em Joinville, levas de noruegueses e alemães estiveram entre os fundadores da Colônia Dona Francisca que originou a maior cidade de Santa Catarina, onde encontramos o Centreventos Cau Hansen.